# A State of Trance 2011
A State of Trance 2011 – ósma kompilacja z serii A State of Trance, Holenderskiego DJ-a Armina van Buurena. Premiera odbyła się 18 marca 2011 roku. Wydawcą albumu jest wytwórnia Armada Music.

## Lista utworów

### CD1
1. Triple A – Winter Stayed (Armin van Buuren’s On the Beach Intro Mix)
2. The Blizzard & Omnia – My Inner Island
3. Mike Shiver vs Matias Lehtola – Slacker
4. Dreas vs Alex Robert – Mormugao (Alex Robert 2011 Mix)
5. Anhken – Always Look Back
6. Nuera – Green Cape Sunset
7. Rex Mundi – Sandstone
8. Robert Nickson & Thomas Datt – Godless (Protoculture Remix)
9. Bobina – Lamento Sentimental
10. Mark Otten – Libertine
11. Max Graham feat. Neev Kennedy – So Caught Up
12. Ashley Wallbridge – Moonlight Sonata
13. Beat Service feat. Cathy Burton – When Tomorrow Never Comes
14. Arty & Mat Zo – Rebound

### CD2
1. Ron Hagen & Al Exander – Now Is The Time (Armin van Buuren’s Intro Edit)
2. Super8 & Tab feat. Julie Thompson – My Enemy (Rank 1 Remix)
3. Shogun – Skyfire
4. John O’Callaghan & Timmy & Tommy – Talk To Me (Ørjan Nilsen Trance Mix)
5. Armin van Buuren presents Gaia – Status Excessu D (ASOT 500 Theme)
6. Mark Eteson – Blackboard (Jon O’Bir Remix)
7. Daniel Kandi & Phillip Alpha – If It Ain’t Broke
8. Andrew Rayel – Aether
9. Ørjan Nilsen – Between The Rays
10. Armin van Buuren feat. Winter Kills – Take A Moment (Alex M.O.R.P.H. Remix)
11. Lost World – Stargazer
12. Aly & Fila feat. Jwaydan – We Control The Sunlight
13. Juventa – Dionysia
14. Bjorn Akesson – Painting Pyramids
15. Laura Jansen – Use Somebody (Armin van Buuren Rework)